# Clordecone reduttasi
La clordecone reduttasi è un enzima appartenente alla classe delle ossidoreduttasi, che catalizza la seguente reazione:
clordecone alcol + NADP+ ⇄ clordecone + NADPH + H+
Il clordecone è un insetticida organoclorurato.